# De sicario a Youtuber
De sicario a Youtuber es un documental colombiano del año 2018. Fue realizado por el director Álvaro Perea Chacón y en él se narra la historia de Jhon Jairo Velásquez alias "Popeye", exsicario de Pablo Escobar, su condena de veinte años en la cárcel y su reinserción a la vida civil como youtuber tras ser liberado de prisión.
El documental fue estrenado el 1 de abril de 2018 a través de Netflix.

## Antecedentes y producción
Jhon Jairo Velásquez fue el jefe de los sicarios de Pablo Escobar en la década de 1990. Fue detenido y encarcelado por la justicia colombiana, siendo liberado en 2014. Meses después de su liberación, Velásquez se convirtió en una figura mediática, llegando incluso a crear un canal de YouTube que cosechó éxito en poco tiempo. En el documental De sicario a Youtuber, realizado por Álvaro Perea en 2016, se relata la reinserción a la vida civil de Velásquez y el rápido ascenso de su nueva etapa como youtuber. El documental fue incluido en el catálogo de Netflix, donde otra producción basada en Velásquez, la serie Alias J.J, fue agregada en 2017.